# Manéglise
Manéglise település Franciaországban, Seine-Maritime megyében. Lakosainak száma 1267 fő (2022. január 1.). Manéglise Angerville-l’Orcher, Épouville, Étainhus, Hermeville, Rolleville, Sainneville, Saint-Laurent-de-Brèvedent és Saint-Martin-du-Manoir községekkel határos.

## Népesség
A település népességének változása:
| Lakosok száma | 1244 | 1277 | 1309 | 1261 | 1244 | 1228 | 1265 | 1264 | 1267 |
|               | 2013 | 2015 | 2016 | 2017 | 2018 | 2019 | 2020 | 2021 | 2022 |